# دائرة أولاد يعيش
دائرة أولاد يعيش إحدى دوائر ولاية البليدة وتضم بلديات أولاد يعيش وبني مراد والشريعة.